# 요한 하인리히 람베르트

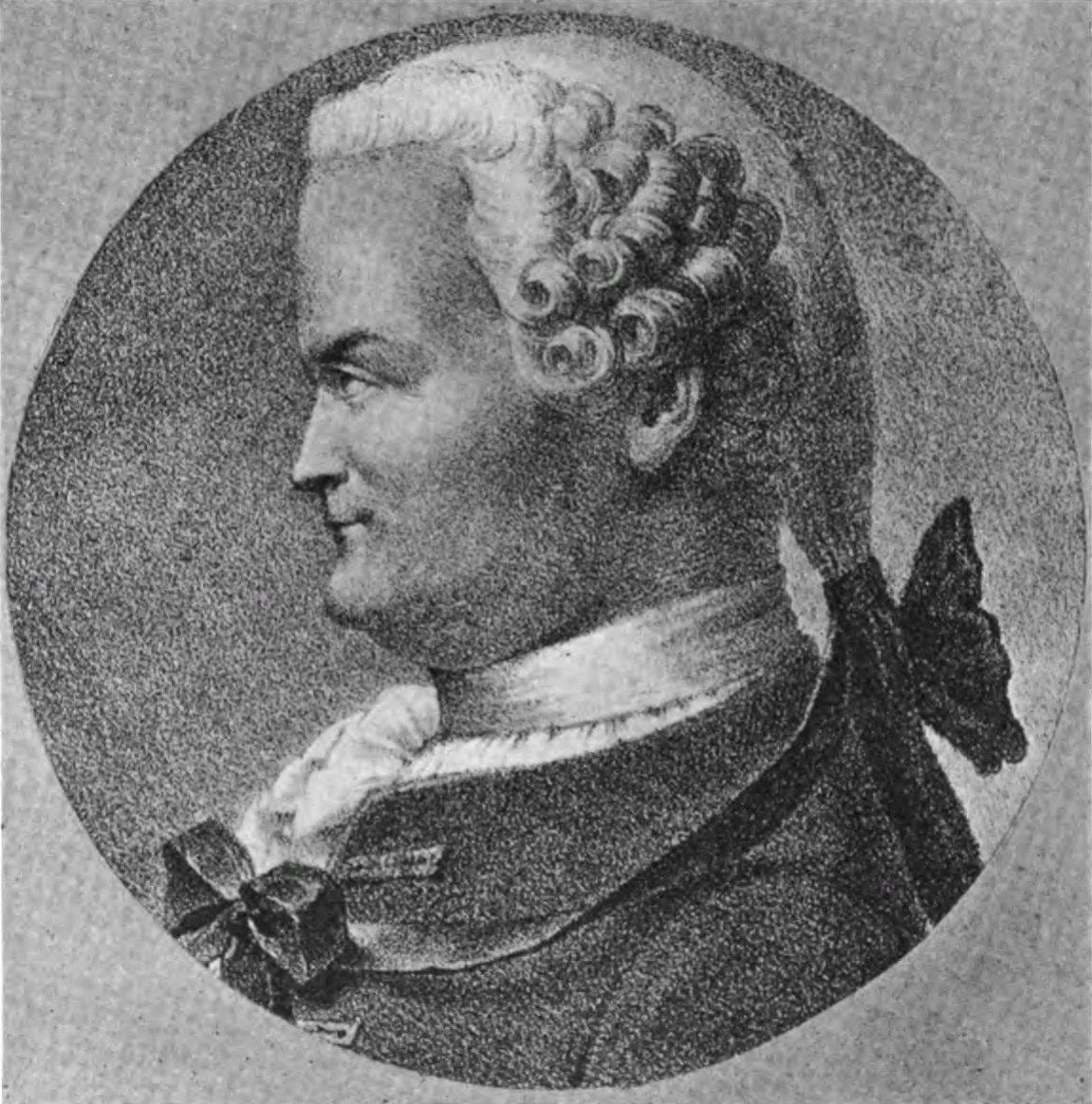

요한 하인리히 람베르트(독일어: Johann Heinrich Lambert, 1728년 8월 26일 ~ 1777년 9월 28일)은 뮐루즈 출신의 스위스-프랑스 박식가로 수학, 물리학, 철학, 천문학, 지도 투영법에 중요한 기여를 했다.